# Laimydorus agilis
Laimydorus agilis är en rundmaskart. Laimydorus agilis ingår i släktet Laimydorus, och familjen Dorylaimidae. Arten är reproducerande i Sverige.